# Irpex archeri
Irpex archeri är en svampart som beskrevs av Berk. 1859. Irpex archeri ingår i släktet Irpex och familjen Meruliaceae.   Inga underarter finns listade i Catalogue of Life.